# Euphysora macrobulbus
Euphysora macrobulbus är en nässeldjursart som beskrevs av Xu och Huang 2003. Euphysora macrobulbus ingår i släktet Euphysora och familjen Corymorphidae. Inga underarter finns listade i Catalogue of Life.